# Механічні властивості матеріалу
Механі́чні власти́вості матеріа́лу (англ. mechanical properties of materials) — сукупність показників, що характеризують здатність матеріалу чинити опір навантаженням, які діють на нього та його здатність до деформування при цьому, а також особливості його поведінки у процесі руйнування.

## Загальні поняття

### Одиниці вимірювання
Механічні властивості матеріалу можуть вимірюватись напруженнями (зазвичай у МПа чи МН/м²), відносними деформаціями (у %), питомою роботою деформування та руйнування (зазвичай у МДж/м²), швидкістю розвитку процесу руйнування при статичних чи циклічних навантаженнях (переважно, у мм/с чи в мм за 1000 циклів повторень навантажування, мм/кцикл). Механічні властивості матеріалу визначаються при механічних випробуваннях зразків різної форми в умовах різних способів навантажування.

### Види навантажень
У загальному випадку матеріали в конструкціях можуть зазнавати різних за видом навантажень, що спричиняють появу різних видів деформацій: розтягу, стискання, згину, кручення, зсув тощо або їх сукупності. Різноманітними є і умови експлуатації матеріалів за температурою, видом навколишнього середовища, швидкістю прикладання навантаження та законом його зміни у часі. Тому існує багато показників механічних властивостей і, відповідно, багато методів механічних випробувань. Для металів та конструкційних пластмас найпоширенішими є випробування на розтягування, твердість, згинання та ударний згин; крихкі конструкційні матеріали (наприклад, скло, кераміку, металокераміку) переважно випробовують на стискання і статичний згин; механічні властивості композиційних матеріалів важливо оцінювати, також, в умовах випробування на зсув або кручення.

## Властивості матеріалів при статичному навантаженні

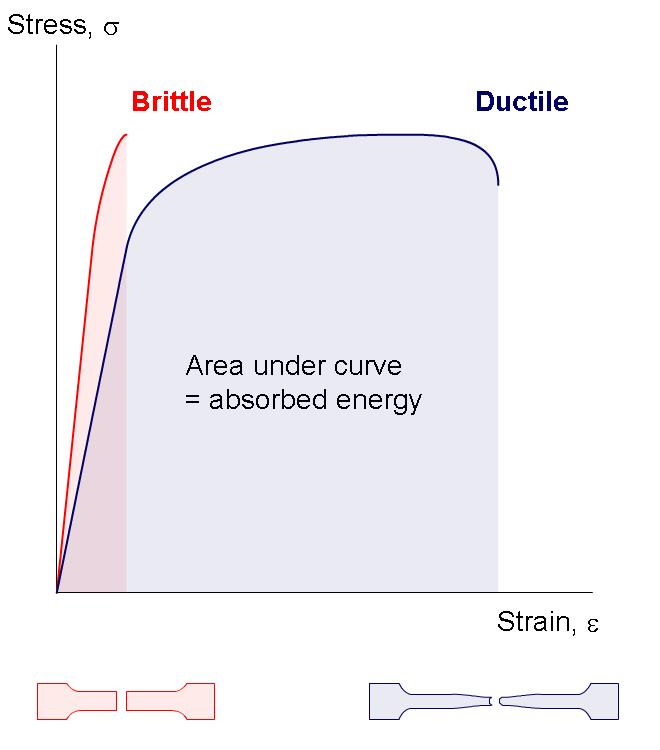
Діаграми деформування та вигляд зразків після руйнування крихкого (brittle) і пластичного (ductile) матеріалів

### Діаграма деформування
Загальновідомо, що прикладене навантаження до зразка з досліджуваного матеріалу викликає появу у ньому деформації. Взаємозв'язок навантаження і деформації описуються так званою машинною діаграмою деформування. Спочатку деформація зразка (при розтягуванні — приріст довжини Δl) є пропорційною зростаючому навантаженню P, далі у певній точці ця пропорційність порушується, однак для збільшення деформації необхідним є подальше зростання навантаження Р; при Δl>Δlв деформація розвивається при поступовому спаданні навантаження і завершується руйнуванням зразка.
Оцінювання опору матеріалу деформуванню механічними напруженнями, що характеризують навантаження, яке припадає на одиницю площі поперечного перерізу зразка є зручнішим і у більшій мірі універсальним.
Вид діаграми деформування не зміниться, якщо по осі ординат відкладати напруження
{\displaystyle \sigma ={\frac {P}{A_{0}}},}
а по осі абсцис — відносне видовження
{\displaystyle \varepsilon ={\frac {\Delta l}{l_{0}}}\cdot 100\%,}
де A0 і l0 — відповідно початкова площа поперечного перерізу і розрахункова довжина зразка. Діаграма деформування, отримана таким способом, називається умовною діаграмою деформування, оскільки умовно вважається, що площа поперечного перерізу є сталою у процесі випробування.
На базі такої діаграми для металевих матеріалів визначають такі механічні характеристики:
- границю пропорційності;
- границю плинності;
- границю пружності;
- границю міцності.

Для крихких матеріалів руйнування (границя міцності) досягається раніше від інших границь, тому перші три поняття з чотирьох приведених вище для крихких матеріалів втрачають зміст.
У конструкційних неметалевих матеріалів (пластмаси, гуми) прикладене навантаження може викликати пружну, високоеластичну і залишкову деформації. На відміну від пружної, високоеластична деформація зникає не зразу після розвантаження, а протягом певного часу.

### Пружні властивості
У пружній області напруження і деформація пов'язані коефіцієнтом пропорційності. При розтягуванні
{\displaystyle \sigma =E\varepsilon ,}
де Е — модуль Юнга, що чисельно дорівнює тангенсу кута нахилу прямолінійної ділянки кривої {\displaystyle \sigma =\sigma (\varepsilon )} до осі деформацій.
При випробуваннях на розтягування циліндричного чи плаского зразка одновісному напруженому стану відповідає тривісний здеформований стан. Співвідношення між поперечною і поздовжньою деформаціями (коефіцієнт Пуассона) в межах пружності для основних конструкційних матеріалів перебуває у достатньо вузьких межах (μ = 0,27…0,3 для сталей, μ = 0,3…0,33 для алюмінієвих сплавів). Коефіцієнт Пуассона є однією з основних розрахункових характеристик. Коли відомі μ і E, можна розрахунковим методом визначити модуль зсуву і модуль об'ємної пружності:
{\displaystyle G={\frac {E}{2(1+\mu )}}}; {\displaystyle K={\frac {E}{3(1-2\mu )}}}, відповідно.

### Опір пластичному деформуванню
При навантаженнях, що перевищують границю пружності поряд із зростаючою пружною деформацією з'являється помітна незворотна пластична деформація. Напруження, при якому залишкова відносна деформація при розтягуванні досягає заданої величини (зазвичай, 0,2%) називається умовною границею плинності і позначається σ0,2.
Крива розтягування конструкційних металів може мати максимум або обриватись при досягненні найбільшого навантаження Рв’. Відношення
{\displaystyle \sigma _{B}={\frac {P_{B}}{A_{0}}}}
характеризує границю міцності (тимчасовий опір) матеріалу. За наявності максимуму на кривій розтягування в області деформацій, менших від деформацій, що відповідають максимуму зразок деформується рівномірно по усій розрахунковій довжині l0, зберігаючи свою форму. На ділянці діаграми для деформації, що перевищує деформацію для максимуму, форма зразка зазнає зміни, що спричиняється появою «шийки» та зосередження деформування в окремому місці зразка. Зменшення перерізу у шийці компенсує з надлишком зростання опору від деформаційного зміцнення матеріалу, що і обумовлює спадання навантаження на цій ділянці.
У багатьох конструкційних матеріалів опір пластичній деформації в пружно-пластичній області при розтягуванні і стисненні практично однаковий. Для деяких металів і сплавів (наприклад, магнієві сплави, високоміцні сталі) спостерігаються суттєві відмінності за цією характеристикою при розтягуванні і стисненні
Пластичність при
- розтягуванні конструкційних матеріалів оцінюється відносним видовженням або відносним звуженням після розриву[1];
- стисненні — вкороченням;
- крученні — граничним кутом закручування робочої частини зразка або відносним зсувом.

Опір пластичному деформуванню часто (при контролі якості продукції, результатів термічної обробки тощо) оцінюється за результатами випробувань на твердість шляхом втискування твердого наконечника у формі кульки (твердість за Брінеллем чи Роквеллом), конуса (твердість за Роквеллом) або піраміди (твердість за Віккерсом). Випробування на твердість не вимагають порушення цілісності деталі і тому є наймасовішим засобом контролю механічних властивостей.

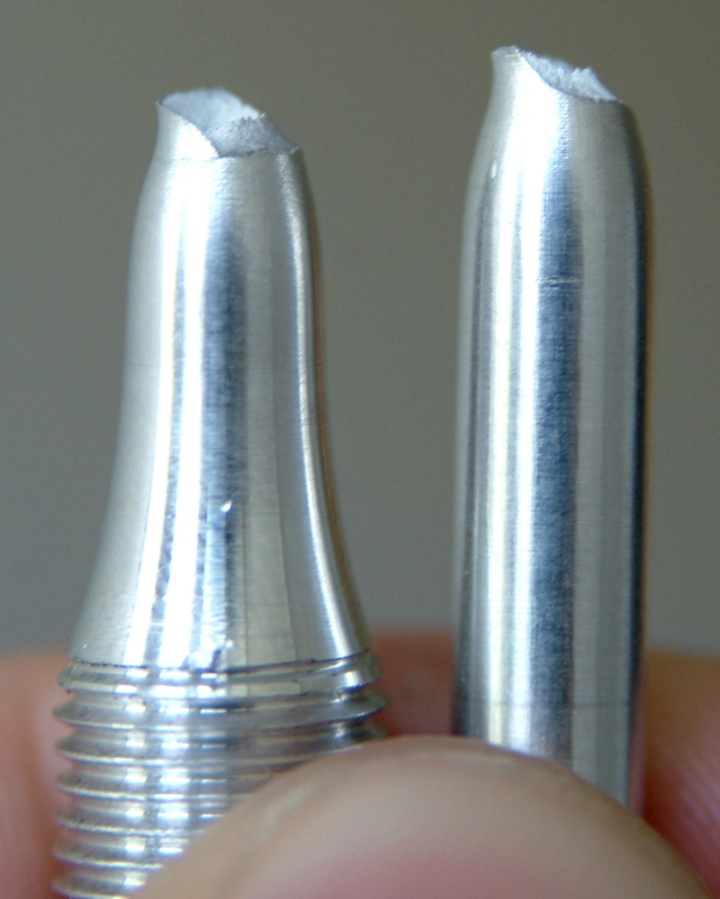
Зразок з алюмінієвого сплаву після в'язкого руйнування

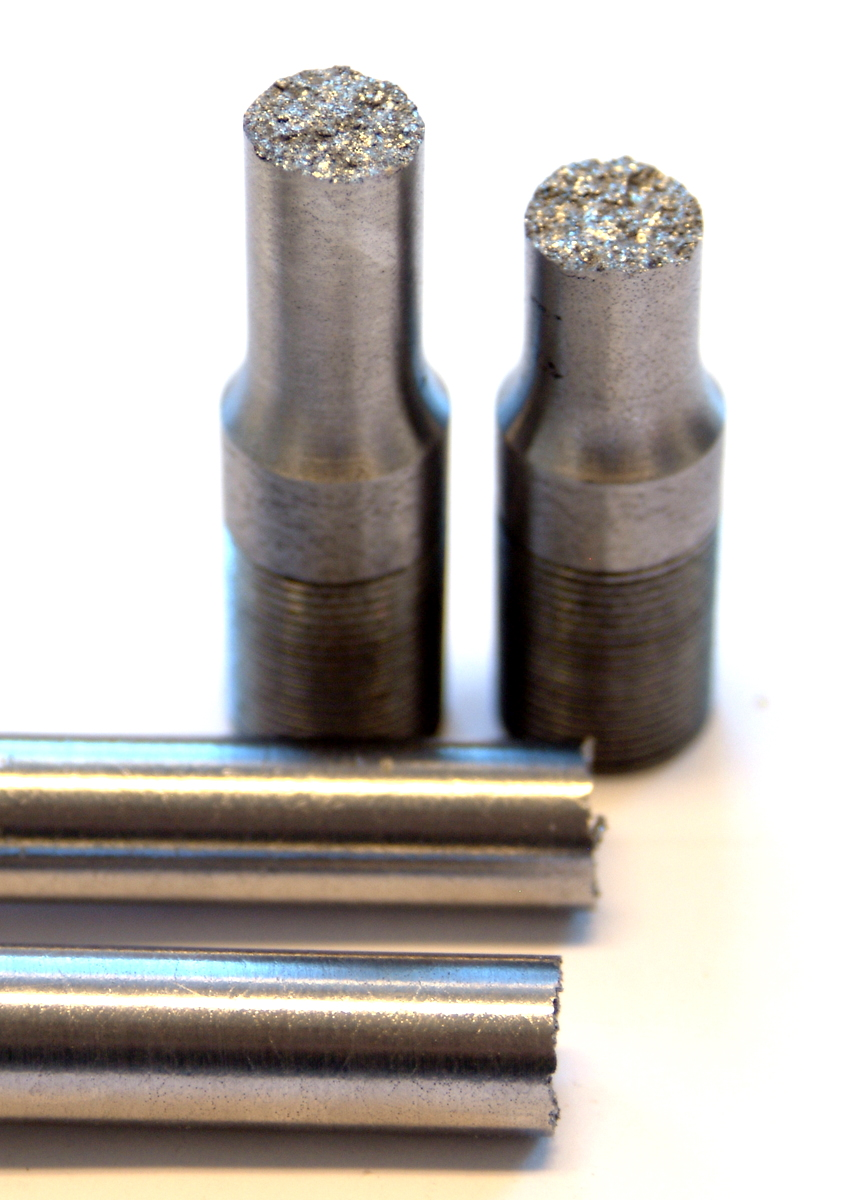
Зразок з чавуну після крихкого руйнування

Конструкція зразка з боковим надрізом для дослідження тріщиностійкості в умовах крихкого руйнування

## Руйнування матеріалів

### Характеристики в'язкого руйнування
Кінцева ордината діаграми деформування характеризує опір руйнуванню матеріалу, який визначається як
{\displaystyle \sigma _{K}={\frac {P_{K}}{A_{K}}},}
де AK — фактична площа зразка в місці розриву.
Руйнування відбувається не миттєво (у точці K), а розвивається у часі, причому початок руйнування може відповідати якійсь проміжній точці. Розташування точки K на діаграмі деформування у значній мірі визначається механічною жорсткістю випробувальної машини та інерційністю вимірювальної системи. Це робить величину σK у певній мірі умовною.
Багато видів конструкційних матеріалів (сталі, у тому числі високоміцні, жароміцні хромонікелеві сплави, м'які алюмінієві сплави тощо) руйнуються при розтягуванні після значної пластичної деформації з утворенням шийки. Часто (наприклад, у високоміцних алюмінієвих сплавів) поверхня руйнування розташовується під кутом приблизно 45° до напрямку зусилля розтягування.

### Характеристики крихкого руйнування
За певних умов (наприклад, при випробуванні холодноламких сталей в рідкому азоті або водні, при впливі розтягувальних напружень і корозійного середовища для металів, схильних до корозії під напруженням) руйнування відбувається по перетинах, перпендикулярних до сили розтягування (прямий злам), без макропластичної деформації.
Міцність матеріалів, що реалізується в елементах конструкцій, залежить не тільки від механічних властивостей самого матеріалу, але і від форми та розмірів деталі; пружної енергії, накопиченої в навантаженій конструкції; характеру впливу навантаження; схеми прикладання зовнішніх сил; робочої температури тощо, котрі усі в комплексі обумовлюють так звану конструкційну міцність.
Залежність міцності і пластичності металів від форми деталі характеризується так званою чутливістю до надрізу, яка зазвичай оцінюється за відношенням границь міцності надрізаного і гладкого зразків. У циліндричних зразків надріз зазвичай виконують у вигляді кругової виточки, у смуг — у вигляді отвору на осі смуги чи бокових вирізів. Для багатьох конструкційних матеріалів це відношення при статичному навантаженні є більшим за одиницю, що пов'язано зі значною місцевою пластичною деформацією у вершині надрізу. Чим гострішим є надріз, тим меншою є зона локальної пластичної деформації і більшою частка прямого зламу в зруйнованому перетині. Прямий злам зазвичай є характерним для експлуатаційних руйнувань елементів конструкцій.
Крихке руйнування відносно легко піддається кількісному аналізу. Для ідеально крихкого руйнування пружного тіла, коли пластична деформація повністю відсутня, широко використовується критерій Гріффітса
{\displaystyle \sigma ={\sqrt {\frac {2E\gamma }{\pi c}}},}
де σ — найменше розтягувальне напруження, необхідне для поширення крихкої тріщини; Е — модуль Юнга; γ — поверхнева енергія стінок тріщини, віднесена до одиниці її площі; с — половина довжини тріщини.

## Характеристики матеріалів при ударних навантаженнях

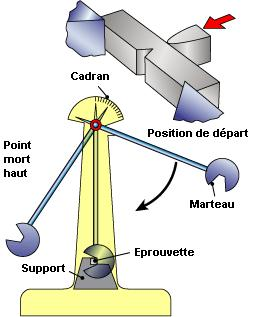
Конструкція зразка з надрізом та установка для випробувань матеріалів в умовах ударного згину

Для оцінювання якості металу поширеними є випробування на ударний згин призматичних зразків, що мають з одного боку надріз.
При цьому визначають ударну в'язкість (в кгс×м/см² або МДж/м²) — роботу деформації та руйнуванні зразка, що умовно припадає на одиницю площі поперечного перерізу зразка у місці надрізу.

## Часова залежність міцності
Із збільшенням часу дії навантаження опір пластичній деформації і опір руйнуванню знижуються. За кімнатної температури у металів це стає особливо помітним при впливі корозійного (корозія під напруженням) або іншого активного середовища (ефект Ребіндера). За високих температур спостерігається явище повзучості — приросту пластичної деформації з часом при постійному напруженні.
Опір металів повзучості оцінюють умовною границею повзучості — найчастіше напруженням, при якому пластична деформація за 100 годин досягне значення 0,2%, і позначають його σ0,2/100. Чим вищою є температура t, тим у більшій мірі проявляється повзучість і скорочується час опору руйнуванню матеріалу. Остання властивість характеризується границею тривалої міцності — напруженням, яке за даної температури викликає руйнування матеріалу за заданий час.
З повзучістю пов'язана і інша важлива механічна властивість матеріалів — схильність до релаксації напружень, тобто до поступового зниження напруження в умовах, коли сумарна деформація є сталою. Релаксація напружень обумовлена зростанням частки пластичної складової деформації за рахунок зменшення пружної.

## Міцність при циклічних навантаженнях
Якщо на матеріал діє навантаження, яке періодично змінюється за якимось законом (наприклад, синусоїдальним), то зі збільшенням числа циклів N навантаження його міцність зменшується — матеріал зазнає втоми.
Для конструкційної сталі таке зменшення міцності спостерігається до N = (2…5) ×106 циклів. Згідно з цим властивість матеріалу працювати в умовах циклічних навантажень характеризується границею витривалості — максимальним за абсолютним значенням напруженням циклу, за якого ще не відбувається руйнування від втоми протягом заданої кількості циклів навантажування, котру називають базою випробувань (N0).
Опір втомі залежить також від частоти прикладення навантаження. Опір матеріалів в умовах низької частоти та високих значень повторного навантаження (малоциклова втома) не пов'язаний однозначно з границею витривалості. При повторно-змінних навантаженнях завжди проявляється чутливість до надрізу, тобто границя витривалості за наявності надрізу є меншою від границі витривалості гладкого зразка. У процесі циклічних навантажень можна виділити період, що передує утворення осередку втомного руйнування у вигляді тріщини, і наступний за ним, іноді досить тривалий, період розвитку втомної тріщини. Чим повільніше розвивається тріщина, тим надійніше працює матеріал у конструкції.
Розрізняють опір термічній втомі, коли в матеріалі з'являються напруження обумовлені тим, що в силу тих чи інших причин, наприклад через форму деталі або умови її закріплення, що при циклічній зміні температури теплові переміщення, які виникають при цьому не можуть бути реалізовані. Опір термічній втомі залежить і від багатьох інших властивостей матеріалу — коефіцієнтів теплового розширення і температуропровідності, модулів пружності, границі пружності тощо.